# Uchodja - uchodi
Uchodja - uchodi (Уходя — уходи) è un film del 1978 diretto da Viktor Ivanovič Tregubovič.

## Trama
Il poco appariscente e modesto contabile Sulin si trova spesso in situazioni per metà divertenti e per metà tristi: spesso è timido, ha paura di andare contro chiunque. Finché un giorno una possibilità lo ha aiutato a ricordare che una volta era stato deciso e coraggioso.